# M18 Hellcat
M18 Hellcat byl americký stíhač tanků, vyvinutý v roce 1941. Jednalo se o rychlý lehký stíhač tanků, který však byl poměrně slabě pancéřován. Jeho úkolem byly překvapivé útoky ze zálohy, k čemuž maximálně využíval svoji pohyblivost i palebnou sílu. Oficiální název stroje byl M18 Gun Motor Carriage. Pohon stíhače tanků zajišťoval devítiválcový motor Continental R-975-C4, který byl spojený s automatickou převodovkou. Věž byla otevřená. Celkem bylo vyrobeno 2 507 kusů.

## Operační nasazení

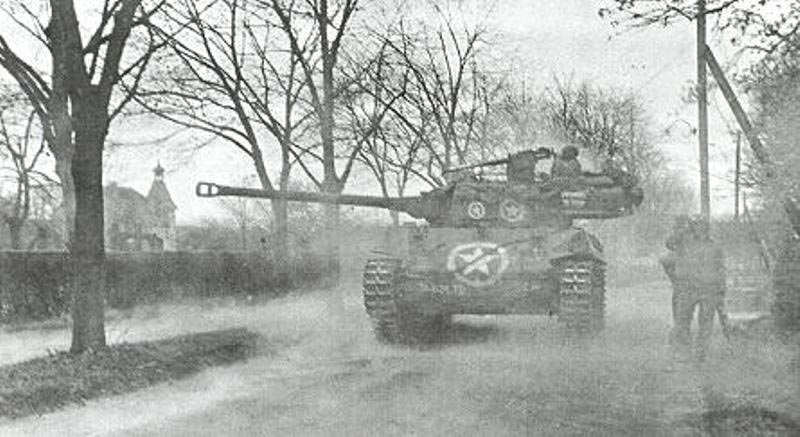
M18 Hellcat během akce v německém městě Wiesloch, duben 1945.

Celkem bylo operačně nasazeno 700 Hellcatů. Zde se ukázalo, že při správné taktice nasazení (rychlé a nenadálé údery z boku, využívající jejich dobrou obratnost a nízkou siluetu) je velmi dobrou zbraní. Hellcaty tak byly použity při osvobozování území Itálie i západní Evropy, bojovaly také v bitvě v Ardenách, kde se 705. Tank Destroyer Batallion podílel na obraně města Bastogne. V menším rozsahu byly nasazeny i v Tichomoří, kde s nimi však bylo počítáno zejména až pro samotnou invazi do Japonska.
Po skončení druhé světové války již Hellcaty v americké armádě nečekala žádná zářná kariéra. Proti novým potenciálním protivníkům, sovětským tankům, je limitoval slabší 76mm kanón a proto je v Korejské válce nahradily výkonnější stíhače M36 Jackson. Stroje M18 byly naopak převeleny k výcviku či do rezervy a postoupeny americkým spojencům.

## Zahraniční uživatelé
Za druhé světové války testovaly Velká Británie a Sovětský svaz několik kusů M18. Venezuela používala neznámý počet M18 až do 80. let. Německý Bundeswehr sice nepoužíval přímo M18, ale disponoval množstvím transportérů M39, postavených na jeho bázi. Itálie M18 používala k výcviku. Posledním evropským uživatelem byla Jugoslávie, která od USA v 50. letech získala množství obrněné techniky. Přesný počet dodaných M18 není znám, zajímavostí ale je, že se tyto stroje (uložené v rezervě) dočkaly rozpadu Jugoslávie a byly v občanské válce různými stranami i bojově nasazeny. V Asii M18 používaly armády Tchaj-wanu a Jižní Koreje.